# Francesco Giuseppe d'Asburgo-Lorena (arciduca 1905)
Francesco Giuseppe d'Asburgo-Lorena (in tedesco Franz Josef Karl Leopold Blanka Adelgunde Ignatius Rafael Michael von Habsburg-Lothringen; Vienna, 4 febbraio 1905 – Hernstein, 9 maggio 1975) fu un membro della famiglia imperiale austriaca, nato arciduca d'Austria, principe reale di Boemia e d'Ungheria, principe di Toscana.

## Biografia
Era il figlio dell'arciduca Leopoldo Salvatore d'Asburgo-Lorena, principe di Toscana, e di sua moglie, l'infanta Bianca di Borbone-Spagna, figlia di Carlo Maria di Borbone-Spagna, pretendente carlista al trono di Spagna.
I primi anni dell'arciduca Francesco Giuseppe coincisero con l'ultimo periodo della monarchia asburgica. Trascorse l'infanzia nelle varie proprietà dei suoi genitori, godendo di una vita confortevole e privilegiata. Le residenze principali della famiglia erano il Palais Toskana  a Vienna e lo Schloss Wilhelminenberg, sulle pendici orientali del Gallitzinberg. A causa della prima guerra mondiale, Francesco Giuseppe non fu educato da tutor privati come i suoi tre fratelli maggiori, ma fu inviato invece alla Stella Matutina, una scuola cattolica per ragazzi gestita dai gesuiti a Feldkirch. Condivise la stessa classe con il principe Gaetano di Borbone-Parma, il fratello minore dell'imperatrice Zita.

### Esilio
Alla caduta della monarchia asburgica, il governo repubblicano austriaco confiscò tutte le proprietà degli Asburgo. La famiglia di Francesco Giuseppe perse tutta la loro fortuna. I suoi due fratelli maggiori, gli arciduchi Ranieri e Leopoldo, decisero di rimanere in Austria e di riconoscere la nuova repubblica. Il resto della famiglia emigrò in Spagna. Nel gennaio del 1919 la famiglia arrivò a Barcellona dove si stabilirono per oltre un decennio. Per continuare la sua istruzione, Francesco Giuseppe fu inviato a Bonanova, un collegio cattolico. Nel 1926, l'arciduca divenne ufficialmente un cittadino spagnolo con il nome di Francisco José Carlos de Habsburgo e Borbón. Mentre completava la sua formazione, lavorò a Barcellona come meccanico. Si laureò al Peritaje industrial de Terraza e alla Barcelona School of Agriculture e ha ottenuto la licenza di pilota presso la Marine Flying School. Ha acquistato un piccolo aereo con suo fratello, l'arciduca Antonio. I due fratelli lavorarono dando tour in volo su Barcellona.
Nel tumulto della guerra civile spagnola, l'arciduca Francesco Giuseppe tornò in Austria. Lavorando nella pubblicità, si trasferì a Parigi dove trova lavoro nella promozione turistica per due compagnie aeree.

### Matrimoni

#### Primo Matrimonio
Durante una visita a Berlino, si innamorò di un'emigrante austriaca, Marta Baumer (1906-1987), che aveva divorziato dal barone von Kahlera, un ricco esportatore di zucchero ceco. Era una figlia di Andreas Rudolf, un ufficiale dell'esercito, e Anna contessa di Locatelli. 
Con l'approvazione di sua madre, l'arciduca Francesco Giuseppe sposò Martha Baumer a Londra il 22 luglio 1937. La loro era un'unione morganatica. La coppia si stabilì in Francia. 
Durante la seconda guerra mondiale, l'arciduca emigrò con sua moglie negli Stati Uniti. La coppia si stabilì a Franconia, nel New Hampshire, dove lavorava nel settore agricolo e forestale. Durante questo periodo della sua vita, l'arciduca collaborò con l'autore Bertita Harding nel suo libro Lost Waltz: A Story of Exile, che racconta la storia della sua famiglia dagli ultimi anni della dinastia asburgica fino al 1943.
Dopo la guerra, l'arciduca e sua moglie tornarono in Europa. Hanno vissuto per qualche tempo a Madrid e a Berna. 
Il matrimonio fu senza figli e terminò con un divorzio nel 1954.

#### Secondo Matrimonio
Dal 1955 l'arciduca Francesco Giuseppe visse di nuovo in Austria lavorando nel settore forestale. Sposò, il 21 gennaio 1962 a Zurigo, Maria Elena Seunig, contessa de Basus (1925-1994), figlia di Egon Seunig e Nella Penelope Gialdini. La coppia ebbe una figlia, Patrizia Federica Maria Valeria Nella d'Asburgo-Lorena (23 aprile 1963).

### Morte
Alla morte dei fratelli Carlo Pio, nel 1953, e Leopoldo, nel 1958, l'arciduca Francesco Giuseppe ereditò le pretese carliste al trono spagnolo. Assunse il titolo di Duca di Madrid e fu coinvolto nel movimento carlista, come Francisco I, dal 1956 fino alla sua morte. 
Morì il 9 maggio 1975 a Hernstein.

## Ascendenza
|                                         |                                  |                                           | Genitori                            |  |  | Nonni |  |  | Bisnonni               |  |  | Trisnonni                 |  |
|                                         |                                  |                                           |                                     |  |  |       |  |  | Leopoldo II di Toscana |  |  | Ferdinando III di Toscana |  |
|                                         |                                  |                                           |                                     |  |  |       |  |  | Leopoldo II di Toscana |  |  | Ferdinando III di Toscana |  |
|                                         |                                  | Luisa Maria Amalia di Borbone-Due Sicilie |                                     |  |  |       |  |  | Leopoldo II di Toscana |  |  |                           |  |
| Carlo Salvatore d'Asburgo-Lorena        |                                  |                                           |                                     |  |  |       |  |  | Leopoldo II di Toscana |  |  |                           |  |
|                                         |                                  | Maria Antonia di Borbone-Due Sicilie      | Francesco I delle Due Sicilie       |  |  |       |  |  |                        |  |  |                           |  |
|                                         |                                  | Maria Antonia di Borbone-Due Sicilie      | Francesco I delle Due Sicilie       |  |  |       |  |  |                        |  |  |                           |  |
|                                         |                                  | Maria Antonia di Borbone-Due Sicilie      | Maria Isabella di Borbone-Spagna    |  |  |       |  |  |                        |  |  |                           |  |
| Leopoldo Salvatore d'Asburgo-Lorena     |                                  | Maria Antonia di Borbone-Due Sicilie      |                                     |  |  |       |  |  |                        |  |  |                           |  |
|                                         |                                  | Ferdinando II delle Due Sicilie           | Francesco I delle Due Sicilie       |  |  |       |  |  |                        |  |  |                           |  |
|                                         |                                  | Ferdinando II delle Due Sicilie           | Francesco I delle Due Sicilie       |  |  |       |  |  |                        |  |  |                           |  |
|                                         |                                  | Ferdinando II delle Due Sicilie           | Maria Isabella di Borbone-Spagna    |  |  |       |  |  |                        |  |  |                           |  |
| Maria Immacolata di Borbone-Due Sicilie |                                  | Ferdinando II delle Due Sicilie           |                                     |  |  |       |  |  |                        |  |  |                           |  |
|                                         |                                  | Maria Teresa d'Asburgo-Teschen            | Carlo d'Asburgo-Teschen             |  |  |       |  |  |                        |  |  |                           |  |
|                                         |                                  | Maria Teresa d'Asburgo-Teschen            | Carlo d'Asburgo-Teschen             |  |  |       |  |  |                        |  |  |                           |  |
|                                         |                                  | Maria Teresa d'Asburgo-Teschen            | Enrichetta di Nassau-Weilburg       |  |  |       |  |  |                        |  |  |                           |  |
| Francesco Giuseppe d'Asburgo-Lorena     |                                  | Maria Teresa d'Asburgo-Teschen            |                                     |  |  |       |  |  |                        |  |  |                           |  |
|                                         | Giovanni Carlo di Borbone-Spagna | Carlo Maria Isidoro di Borbone-Spagna     |                                     |  |  |       |  |  |                        |  |  |                           |  |
|                                         | Giovanni Carlo di Borbone-Spagna | Carlo Maria Isidoro di Borbone-Spagna     |                                     |  |  |       |  |  |                        |  |  |                           |  |
|                                         | Giovanni Carlo di Borbone-Spagna | Maria Francesca di Braganza               |                                     |  |  |       |  |  |                        |  |  |                           |  |
| Carlo Maria di Borbone-Spagna           | Giovanni Carlo di Borbone-Spagna |                                           |                                     |  |  |       |  |  |                        |  |  |                           |  |
|                                         |                                  | Maria Beatrice d'Austria-Este             | Francesco IV d'Austria-Este         |  |  |       |  |  |                        |  |  |                           |  |
|                                         |                                  | Maria Beatrice d'Austria-Este             | Francesco IV d'Austria-Este         |  |  |       |  |  |                        |  |  |                           |  |
|                                         |                                  | Maria Beatrice d'Austria-Este             | Maria Beatrice di Savoia            |  |  |       |  |  |                        |  |  |                           |  |
| Bianca di Borbone-Spagna                |                                  | Maria Beatrice d'Austria-Este             |                                     |  |  |       |  |  |                        |  |  |                           |  |
|                                         |                                  | Carlo III di Parma                        | Carlo II di Parma                   |  |  |       |  |  |                        |  |  |                           |  |
|                                         |                                  | Carlo III di Parma                        | Carlo II di Parma                   |  |  |       |  |  |                        |  |  |                           |  |
|                                         |                                  | Carlo III di Parma                        | Maria Teresa di Savoia              |  |  |       |  |  |                        |  |  |                           |  |
| Margherita di Borbone-Parma             |                                  | Carlo III di Parma                        |                                     |  |  |       |  |  |                        |  |  |                           |  |
|                                         |                                  | Luisa Maria di Borbone-Francia            | Carlo Ferdinando di Borbone-Francia |  |  |       |  |  |                        |  |  |                           |  |
|                                         |                                  | Luisa Maria di Borbone-Francia            | Carlo Ferdinando di Borbone-Francia |  |  |       |  |  |                        |  |  |                           |  |
|                                         |                                  | Luisa Maria di Borbone-Francia            | Carolina di Borbone-Due Sicilie     |  |  |       |  |  |                        |  |  |                           |  |
|                                         |                                  | Luisa Maria di Borbone-Francia            |                                     |  |  |       |  |  |                        |  |  |                           |  |